# Argyrophylax discreta
Argyrophylax discreta är en tvåvingeart som först beskrevs av Louis-Paul Mesnil 1953.  Argyrophylax discreta ingår i släktet Argyrophylax och familjen parasitflugor. Inga underarter finns listade i Catalogue of Life.